# Criterio di maggioranza mutua
Il criterio di maggioranza mutua è un criterio utilizzato per confrontare i sistemi di voto. 

## Descrizione
Il criterio afferma che se esiste un sottoinsieme S di candidati, tale che più della metà degli elettori preferisce rigorosamente ogni membro di S a tutti i candidati al di fuori di S, e questa maggioranza vota sinceramente, allora il vincitore deve provenire da S. Questo è simile ma più rigoroso del criterio di maggioranza, in cui il requisito si applica solo nel caso in cui S contenga un singolo candidato. Il criterio della maggioranza comune è il caso a vincitore unico del criterio di proporzionalità Droop . 
Il metodo Schulze, le coppie classificate, il voto alternativo, il metodo di Nanson e il voto di Bucklin superano questo criterio. Tutti i metodi Condorcet Smith-efficienti soddisfano il criterio della maggioranza mutua.
Il voto di pluralità, il voto di approvazione, il voto di intervallo, e il conteggio di Borda non soddisfano questo criterio. 
I metodi che approvano il criterio di maggioranza mutua ma non soddisfano il criterio Condorcet possono annullare il potere di voto degli elettori al di fuori della maggioranza mutua. Il voto alternativo è notevole per escludere fino a metà degli elettori con questa combinazione. 
I metodi che superano il criterio di maggioranza ma falliscono nella maggioranza mutua possono avere un effetto spoiler, poiché se un candidato preferito dalla maggioranza non mutua vince invece di un candidato preferito dalla maggioranza reciproca, allora se tutti tranne uno tra i candidati preferiti dalla maggioranza reciproca Alla fine, vincerà il restante candidato preferito dalla maggioranza reciproca, il che rappresenta un miglioramento dal punto di vista di tutti gli elettori nella maggioranza.